# Фарра-ді-Соліго
Фарра-ді-Соліго, Фарра-ді-Соліґо (італ. Farra di Soligo, вен. Fara de Sołigo) — муніципалітет в Італії, у регіоні Венето, провінція Тревізо.
Фарра-ді-Соліго розташована на відстані близько 450 км на північ від Рима, 55 км на північ від Венеції, 27 км на північний захід від Тревізо.
Населення — 9014 осіб (2014).

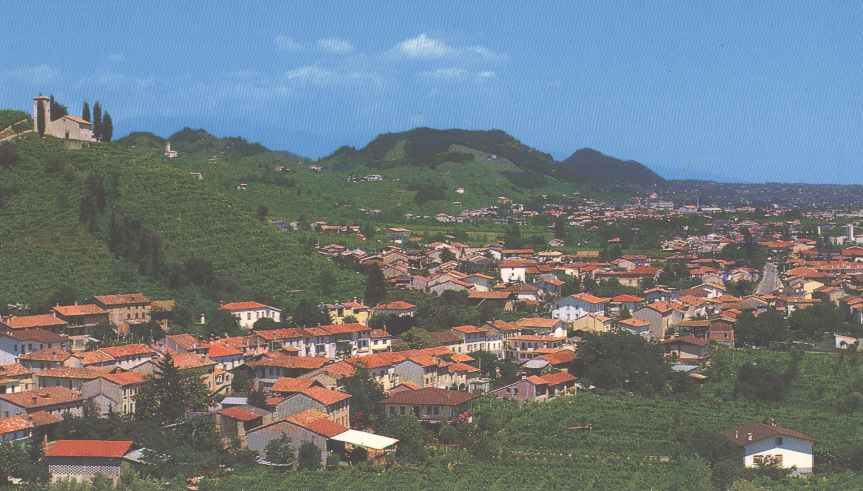

Щорічний фестиваль відбувається 26 грудня. Покровитель — святий Степан.

## Демографія
Населення за роками:

Станом на 1 січня 2023 року в муніципалітеті офіційно проживали 802 іноземці з 48 країн, серед них 124 громадяни країн Євросоюзу та 43 громадяни України.

## Сусідні муніципалітети
- Фолліна
- М'яне
- Моріаго-делла-Батталья
- П'єве-ді-Соліго
- Серналья-делла-Батталья
- Вальдобб'ядене
- Відор